# Лудвиг фон Цинцендорф
Фридрих Лудвиг Юлиус фон Цинцендорф (на немски: Friedrich Ludwig Julius von Zinzendorf; * 23 септември 1721, Нюрнберг; † 4 октомври 1780, Виена) е граф от род Цинцендорф и австрийски държавник.

## Живот
Той е най-възрастният син на Фридрих Кристиан фон Цинцендорф-Потендорф (1697 – 1756), камерхер в Курфюрство Саксония, и първата му съпруга Доротея Юлиана Амалия, родена фрайин фон Полхайм (1700 – 1727), дъщеря на фрайхер Еберхард Матиас фон Полхайм (1660 – 1704) и графиня Маргарета Сузана фон Цинцендорф-Потендорф (1660 – 1722). Брат е на Максимилиан Еразмус фон Цинцендорф (1722 – 1780) и племенник на Николаус Лудвиг фон Цинцендорф (1700 – 1760). Родителите му са протестанти.
Баща му се жени втори път 1726 или 1727 г. за графиня Кристиана София фон Каленберг (1703 – 1775) и той е полубрат на Карл фон Цинцендорф (1739 – 1813) и Фридрих Август фон Цинцендорф (1733 – 1804).
През 1739 г. Лудвиг започва военна служба като кадет в Курфюрство Саксония и на 22 ноември става католик. През 1740 г., като под-лейтенант на охраната, той пътува до Австрия при по-далечния му чичо Франц Лудвиг фон Цинцендорф, който като генерал-фелдмаршал-лейтенант е комендант на крепостта Шпилберк (в Бърно). След смъртта на чичо му той напуска саксонската си служба и поема управлението на земите на измрялата странична линия.
През 1744 г., вече пълнолетен, той става австрийски камерхер и следващата година поема господството Енцерсфелд. През 1745 г. пътува до императорската коронизация на Франц I и от него е направен на рицар.
От 1746 г. Лудвиг започва да следва право в университета в Лайпциг и след завършването получава работа във Виена. През 1750 г. е аташе в Париж на дипломата Венцел Антон Кауниц. През 1755 г. Цинцендорф е изпратен на дипломатическа мисия в Русия, където известно време замества посланика Естерхази.
След смъртта на баща му той получава собствености в Австрия. През 1762 г. Цинцендорф е президент на дворцовата сметна камера. През 1767 г. той основава банка и е неин президент.
През 1773 г. е държавен и конференц-министър на вътрешните работи и след това е пенсиониран.
Лудвиг Цинцендорф пише своята биография.

## Фамилия
Лудвиг се жени на 17 октомври 1764 г. във Виена за принцеса Мария Анна Йозефа фон Шварценберг (* 6 януари 1744; † 8 август 1803), дъщеря на княз Йозеф I фон Шварценберг и принцеса Мария Терезия фон Лихтенщайн. Те имат една дъщеря:
- Мария Тереза (1765 – 1785), омъжена за Йозеф Карл Фердинанд фон Дитрихщайн